# Халі-Ела (підрозділ окружного секретаріату)
Підрозділ окружного секретаріату Халі-Ела — підрозділ окружного секретаріату округу Бадулла, провінції Ува, Шрі-Ланка. Складається з 57 Грама Ніладхарі.